# Euphrasia kisoalpina
Euphrasia kisoalpina är en snyltrotsväxtart som beskrevs av H. Takahashi och Ohba. Euphrasia kisoalpina ingår i släktet ögontröster, och familjen snyltrotsväxter. Inga underarter finns listade i Catalogue of Life.